# Cantón de Dinan-Oeste
El cantón de Dinan-Oeste era una división administrativa francesa, que estaba situada en el departamento de Costas de Armor y la región de Bretaña.

## Composición
El cantón estaba formado por trece comunas:
- Aucaleuc
- Bobital
- Brusvily
- Calorguen
- Dinan (fracción)
- Le Hinglé
- Plouër-sur-Rance
- Quévert
- Saint-Carné
- Saint-Samson-sur-Rance
- Taden
- Trélivan
- Trévron

## Supresión del cantón de Dinan-Oeste
En aplicación del Decreto nº 2014-150 de 13 de febrero de 2014, el cantón de Dinan-Oeste fue suprimido el 22 de marzo de 2015 y sus 13 comunas pasaron a formar parte; seis del nuevo cantón de Lanvallay, cuatro del nuevo cantón de Dinan y tres del nuevo cantón de Pleslin-Trigavou.